# Condado de Wicomico
O Condado de Wicomico é um dos 23 condados do Estado americano de Maryland. A sede do condado é Salisbury, e sua maior cidade é Salisbury. O condado possui uma área de 1 035 km² (dos quais 59 km² estão cobertos por água), uma população de 84 644 habitantes, e uma densidade populacional de 87 hab/km² (segundo o censo nacional de 2000). O condado foi fundado em 1867.